# Rehlingen
 Ikke at forveksle med Rehlingen-Siersburg.
Rehlingen er en kommune i den sydøstligste del af Landkreis Lüneburg i den tyske delstat Niedersachsen, og er en del af Samtgemeinde Amelinghausen.

## Geografi
Rehlingen ligger i Naturpark Lüneburger Heide ved floden Lopau, der er en biflod til Luhe

## Inddeling
I kommunen ligger landsbyerne:
- Bockum
- Diersbüttel
- Ehlbeck
- Rehlingen
- Rehrhof